# The Masqueraders
The Masqueraders er en amerikansk stumfilm fra 1915 af James Kirkwood, Sr..

## Medvirkende
- Hazel Dawn som Dulcie Larendie
- Elliott Dexter som David Remon
- Frank Losee som Sir Brice Skene
- Norman Tharp som Monte Lushington
- Ida Darling som Lady Crandover